# ماتوش كيرا
ماتوش كيرا (بالسلوفاكية: Matúš Kira)‏ هو لاعب كرة قدم سلوفاكي في مركز حراسة المرمى، ولد في 10 أكتوبر 1994 في كوشيتسه في سلوفاكيا. لعب مع MFK Zemplín Michalovce ‏.

## وصلات خارجية
- ماتوش كيرا على موقع قاعدة بيانات كرة القدم.إي يو (الإنجليزية)
- ماتوش كيرا على موقع Soccerway.com (الإنجليزية)